# Durbuy
Durbuy (en wallon Derbu) est une ville historique de Belgique située en Région wallonne dans la province de Luxembourg. Bâtie dans un méandre de l'Ourthe et ancien chef-lieu du comté de Durbuy, elle est souvent appelée « la plus petite ville du monde ». Depuis la fusion des communes intervenue en 1977, Durbuy a donné son nom et son titre de ville à une nouvelle commune très vaste, avec Barvaux-sur-Ourthe comme centre administratif, dont certains villages (Bomal, Tohogne…) sont bien plus peuplés qu'elle.
Au 1er janvier 2025, la commune de Durbuy compte 11 511 habitants. La superficie totale est de 156,61 km2, ce qui place Durbuy dans les 15 communes les plus étendues de Belgique.

## Toponymie
L'origine du nom Durbuy pourrait être prélatine, soit un composé celtique duro-bodion, « l'habitation près de la forteresse ».

### La «plus petite ville du monde»
Durbuy est souvent promue comme étant « la plus petite ville du monde » : ce slogan touristique fait référence à une charte de franchises octroyée par le roi Jean de Bohème, comte de Luxembourg, qui donne en 1331 le statut de ville à la cité des bords de l'Ourthe. La vieille ville de Durbuy proprement dite ne compte toujours aujourd'hui qu'environ 400 habitants. 

## Géographie

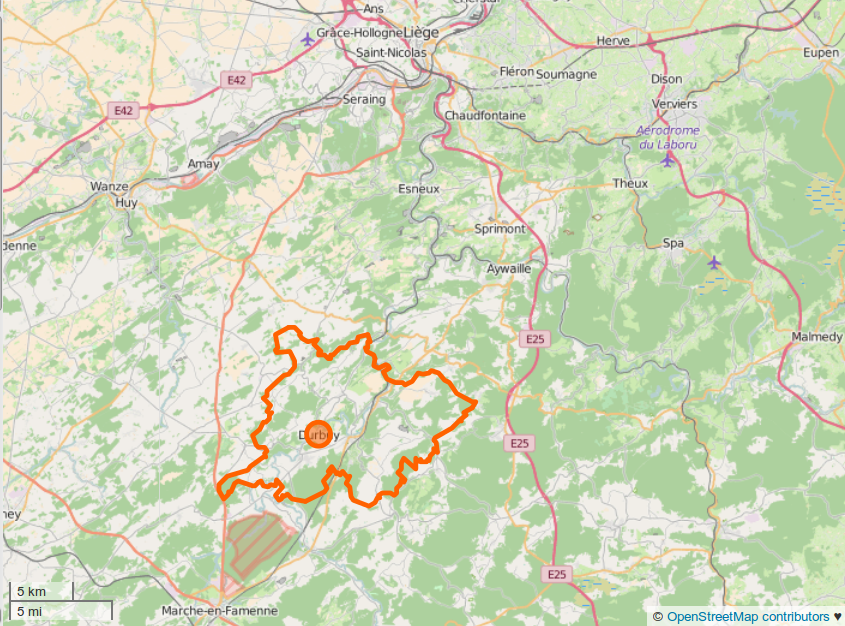

### Situation de la commune
Située la plus au nord de la province de Luxembourg, la commune de Durbuy jouxte la province de Liège au nord et la province de Namur à l'ouest.
La commune s'étend sur quatre régions naturelles de Belgique : le Condroz au nord-ouest (Bende, Jenneret), la Famenne, la région calcaire de la Calestienne, régions qui couvrent une grande partie de la commune et l'Ardenne à l'extrémité sud-est (les hameaux de Vieux-Fourneau, Grand-Bru, Lignely). La vieille ville de Durbuy se trouve donc en Calestienne et non en Ardenne.
La commune est traversée du sud-ouest vers le nord-est par l'Ourthe qui reçoit successivement la Somme à Petit-Han et l'Aisne à Bomal.
| Clavier     | Ouffet · Hamoir | Ferrières |
| Somme-Leuze | Durbuy          | Manhay    |
| Hotton      | Érezée          |           |

### Sections
La ville de Durbuy est composée de 12 sections à la suite de la fusion des communes intervenue en 1977.
| #  | Nom                     | Superf. (km2) | Habitants (2020) | Habitants par km2 | Code INS |
| -- | ----------------------- | ------------- | ---------------- | ----------------- | -------- |
| 1  | Durbuy                  | 4,48          | 320              | 71                | 83012A   |
| 2  | Grandhan                | 23,76         | 1 633            | 69                | 83012B   |
| 3  | Septon                  | 12,36         | 605              | 49                | 83012C   |
| 4  | Tohogne                 | 23,46         | 1 450            | 62                | 83012D   |
| 5  | Barvaux-sur-Ourthe      | 13,51         | 2 983            | 221               | 83012E   |
| 6  | Borlon                  | 9,93          | 285              | 29                | 83012F   |
| 7  | Bende                   | 8,63          | 207              | 24                | 83012G   |
| 8  | Bomal                   | 11,78         | 1 401            | 119               | 83012H   |
| 9  | Izier                   | 15,34         | 496              | 32                | 83012J   |
| 10 | Villers-Sainte-Gertrude | 5,19          | 227              | 44                | 83012K   |
| 11 | Heyd                    | 12,46         | 1 001            | 80                | 83012L   |
| 12 | Wéris                   | 16,18         | 844              | 52                | 83012M   |

### Villages et hameaux
Au total, la commune de Durbuy compte une quarantaine de villages et hameaux. Parmi ceux-ci, Wéris est repris sur la liste des plus beaux villages de Wallonie. Beaucoup d'autres villages et hameaux ont su conserver leur identité comme les petits villages de Jenneret et Warre construits en pierre calcaire, le hameau de Vieux-Fourneau avec ses fermettes en moellons de grès ardennais ou Morville et ses maisons à colombages.

## Démographie

### Évolution démographique avant la fusion de 1977
- Source:  DGS - recensements de la population

### Évolution démographique de la commune fusionnée
En tenant compte des anciennes communes entraînées dans la fusion de communes de 1977, on peut dresser l'évolution suivante :
Les chiffres des années 1831 à 1970 tiennent compte des chiffres des anciennes communes fusionnées.
- Source : DGS, de 1831 à 1981 = recensements population ; à partir de 1990 = nombre d'habitants chaque 1er janvier[2].

## Histoire

### Préhistoire
Les premières traces d'occupation humaine à Durbuy remontent au Paléolithique (Magdalénien). Depuis le début du XXe siècle, plusieurs grottes ont été fouillées : grotte du Coléoptère à Juzaine (Bomal), grotte de la Préalle à Heyd, grotte de Hohière à Villers-Sainte-Gertrude, grotte de Verlaine (connue sous le nom de Trou des Nutons).
Au début du IIIe millénaire, un ensemble de monuments mégalithiques est érigé sur les plateaux au-dessus de l'Aisne. Aux environs de Wéris, le champ mégalithique de Wéris est le plus important site mégalithique de Belgique : il s’étire sur environ huit kilomètres de long et 300 mètres de large.

### Période romaine
La région de Durbuy se trouvait sur le passage de la voie romaine reliant Tongres à Arlon : la voie descendait de Tongres à travers le Condroz, devait passer l'Ourthe à Grandhan avant de s'enfoncer en Ardenne. Les traces archéologiques de cette période sont rares. Cependant, la proximité du vicus de Vervoz place la région de Durbuy dans le rayonnement d'un centre économique et religieux qui se développe à partir du Ier siècle.

### Moyen Âge
L'origine de la « Terre de Durbuy » est étroitement liée à la création de la paroisse primitive de Tohogne. Sur le site d'un sanctuaire sans doute antérieur, Tohogne fait partie des paroisses fondées au VIIIe siècle par les Carolingiens. Le ressort de la paroisse de Tohogne s'étendait à une vingtaine de villages et hameaux sur un territoire correspondant approximativement aux limites actuelles de la commune de Durbuy. Cet ensemble important est placé sous la titulature de saint Martin. Au IXe siècle, lorsque les paroisses sont rassemblées en doyennés, Tohogne est rattachée au doyenné d'Ouffet et dépend spirituellement du diocèse de Liège.

#### Les comtes de Durbuy
Vers l’an 1000, la terre de Durbuy est un alleu du duc Gothelon Ier de Lotharingie, fils de Godefroid le Captif, descendant de la puissante famille d’Ardenne-Verdun. Sa fille Ragelinde reçoit l’alleu de Durbuy au partage des biens allodiaux et l’apporte en dot au comte Albert II de Namur. C'est en cette première moitié du XIe siècle qu'une importante transformation domaniale survient : le centre seigneurial est transféré de Tohogne à Durbuy, où se construit un château, au centre du domaine, à un point de passage sur l'Ourthe. Tohogne reste cependant la seule paroisse du domaine, et l'église Saint-Martin est reconstruite à la même époque : le nouvel édifice est vaste, et sa tour massive joue sans doute un rôle défensif coordonné avec le nouveau château dans la vallée de l'Ourthe.
Le fils aîné d’Albert II et Ragelinde devient en 1063 le comte Albert III de Namur ; il hérite également du comté de Laroche. Son frère cadet devient le comte Henri Ier de Durbuy et meurt après 1097. Henri Ier est cité comme Come Henricus de Dolbui castello (le comte Henri du château de Durbuy, mention écrite de 1078). Son fils devient le comte Godefoid Ier de Durbuy. À sa mort (avant 1124), son fils devient le troisième comte sous le nom de Henri II de Durbuy. Il meurt très jeune (vers 1147). Le comté de Durbuy passera à son cousin, Henri IV de Luxembourg, dit Henri l'Aveugle.

#### Durbuy, terre des comtes de Luxembourg

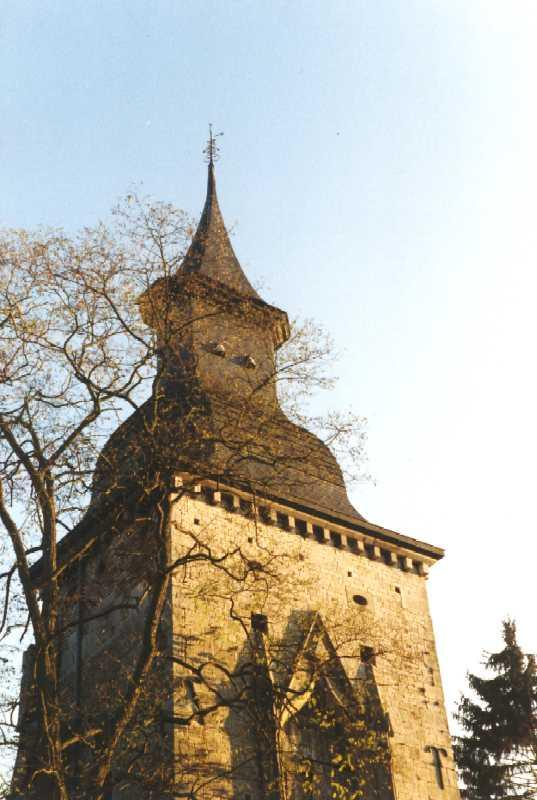
Le donjon de Grandhan.

Durbuy, cœur de la « Terre de Durbuy » est à partir du XIIe siècle chargée de la défense du territoire des comtes de Luxembourg face aux voisins et rivaux qu'étaient la principauté épiscopale de Liège et la principauté abbatiale de Stavelot-Malmedy. C'est ainsi qu'on y trouve un château, construit sur un promontoire rocheux ceinturé par l'Ourthe, et une enceinte protégeant le château et le bourg qui s'était développé au pied de celui-ci.
Au décès d'Henri l'Aveugle en 1196, sa fille Ermesinde hérite des comtés de Luxembourg, de Durbuy et de Laroche. La comtesse Ermesinde meurt en 1247 : son fils aîné Henri V le Blond hérite des comtés de Luxembourg, d'Arlon et de Laroche. Son fils cadet Gérard devient comte de Durbuy. En 1304, après la mort de Gérard, ses deux filles abandonnent leurs droits sur Durbuy à leur cousin Henri VII, comte de Luxembourg. À la mort de Henri VII en 1313, son fils Jean Ier, roi de Bohême, hérite du comté de Luxembourg.
Durbuy acquiert son statut de ville en 1331, quand le roi Jean Ier de Bohême, comte de Luxembourg, octroie aux bourgeois de Durbuy des privilèges consignés dans une charte de franchise. Cette faveur fut accordée non parce que Durbuy était une agglomération importante, mais parce qu'elle était un centre de commerce et de justice. En effet, Durbuy se situait alors à la frontière nord du Luxembourg et était à ce titre susceptible de subir des attaques étrangères. Cependant, seule une ville pouvait disposer d'une armée, pour cette raison et afin d'éviter de devoir multiplier des déplacements de troupe dans le nord, le roi Jean Ier de Bohême donna à Durbuy le titre de ville. En 1332, Jean de Bohème accorde les mêmes privilèges que Durbuy à Bastogne et à Laroche.
En 1342, Jean de Bohème engage le château et la terre de Durbuy à Walram de Juliers, archévêque de Cologne, et à son frère Guillaume V, comte de Juliers. Jean de Bohème meurt le 26 août 1346, à la bataille de Crécy. Son fils Charles IV, devenu roi des Romains et de Bohême, comte de Luxembourg, hypothèque une partie de son héritage, dont le château et la ville de Durbuy. En 1349, il vend Durbuy et son château à l'évêque de Liège, Englebert III de La Marck. En 1354, Charles IV élève son demi-frère Venceslas au titre de duc de Luxembourg. Le duc Venceslas Ier de Luxembourg rembourse la dette contractée envers le prince-évêque de Liège et récupère Durbuy et son château. Le duc Venceslas meurt à Luxembourg le 8 décembre 1383 et est inhumé dans l'abbaye d'Orval : son neveu Wenceslas Ier du Saint-Empire devient duc de Luxembourg. En 1411, le duché de Luxembourg mis en gagère comme dot à l'occasion du mariage de Elisabeth de Goerlitz, nièce de Wenceslas Ier du Saint-Empire : elle épouse Antoine de Bourgogne, le frère de Jean sans Peur, duc de Bourgogne.
En 1441, Élisabeth de Goerlitz est criblée de dettes et vend le duché de Luxembourg au duc de Bourgogne Philippe le Bon, neveu de son premier mari Antoine de Bourgogne. Philippe le Bon incorpore le duché de Luxembourg dans les Pays-Bas bourguignons.

### Temps Modernes: les seigneurs de Durbuy

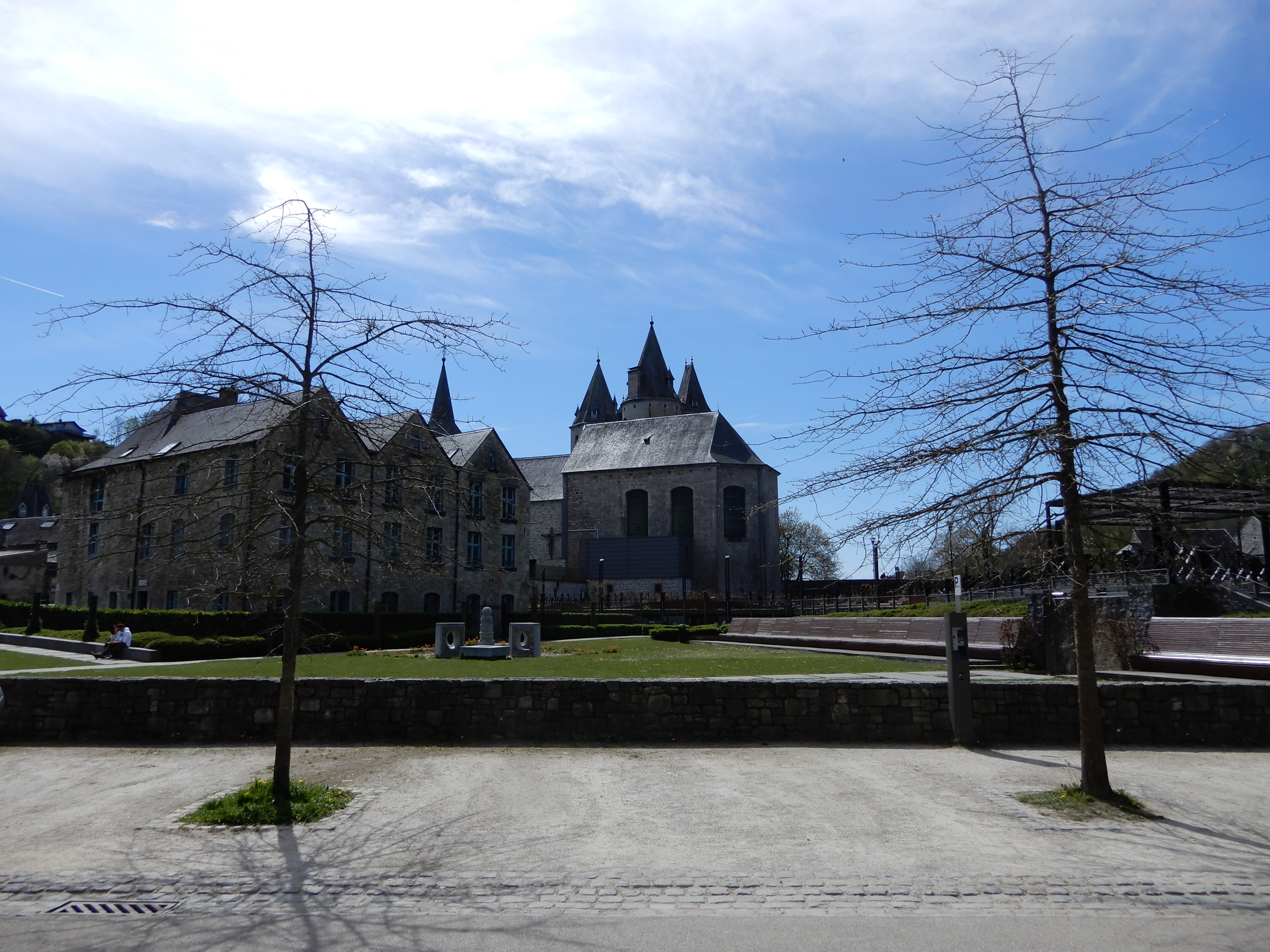
Durbuy Centre.

Du XVe siècle au XVIIIe siècle, Durbuy suit le sort du duché de Luxembourg : bourguignonne, espagnole, française, autrichienne, hollandaise, la terre de Durbuy et le château sont mis en gagère par les maîtres successifs du duché de Luxembourg. La famille d'Ursel entre en possession du château au début du XVIIIe siècle et lui donne sa forme actuelle lors d'une reconstruction en 1731 et d'une importante restauration en 1880-1882.

## Héraldique
|  | La ville possède des armoiries. Blasonnement : D’argent à cinq trangles d’azur, au lion de gueules brochant sur le tout ; l’écu timbré d’une couronne d’or à cinq fleurons. - Délibération communale : 14 février 1977 - Arrêté royal : 13 février 1979 - Moniteur belge : 11 mai 1979 Source du blasonnement : Lieve Viaene-Awouters et Ernest Warlop, Armoiries communales en Belgique, Communes wallonnes, bruxelloises et germanophones, t. 1 : Communes wallonnes A-L, Bruxelles, Dexia, 2002. |

## Politique et administration

### Conseil et collège communal 2024-2030
Ci-dessous, le tableau des résultats des élections communales de 2024.
| Parti | Parti        | Voix (2024) | Voix (2018) | % (2024) | % (2018) | +/-    | Sièges  | +/-  | Collège |
| ----- | ------------ | ----------- | ----------- | -------- | -------- | ------ | ------- | ---- | ------- |
|       | ECOLO        | 622         | 729         | 8,32%    | 9,63%    | 1.31 % | 1 / 21  | 0.0  | Non     |
|       | MR Durbuy    | 2.362       | -           | 31,59%   | -        | 0.0 %  | 7 / 21  | 7.0  | Non     |
|       | Ldb Durbuy   | 3.510       | -           | 46,95%   | -        | 0.0 %  | 11 / 21 | 11.0 | Oui     |
|       | Durbuy 2024  | 982         | -           | 13,14%   | -        | 0.0 %  | 2 / 21  | 2.0  | Oui     |
|       | Comm1Passion | -           | 1.793       | -        | 23,68%   | 0.0 %  | - / 21  | 5.0  | Non     |
|       | BOURGMESTRE  | -           | 4.714       | -        | 62,25%   | 0.0 %  | - / 21  | 15.0 | Non     |
|       | CHANGEONS !  | -           | 337         | -        | 4,45%    | 0.0 %  | - / 21  | 0.0  | Non     |
| Total | Total        | 7 476       | 7 573       | 100 %    | 100 %    |        | 21      |      |         |

| Collège communal  |                   |                                           |
| ----------------- | ----------------- | ----------------------------------------- |
| Bourgmestre       | Philippe Bontemps | Les Engagés - Ldb Durbuy                  |
| 1er Échevine      | Laurence Jamagne  | Les Engagés - Liste du Bourgmestre Durbuy |
| 2e Échevin        | Freddy Paquet     | Les Engagés - Liste du Bourgmestre Durbuy |
| 3e Échevin        | Fabrice Sarlet    | Les Engagés - Liste du Bourgmestre Durbuy |
| 4e Échevin        | Patrick Bultot    | Liste du Bourgmestre Durbuy               |
| 5e Échevine       | Laurence Le Bussy | PS - Durbuy 2024                          |
| Président du CPAS | André Tassigny    | MR - Liste du Bourgmestre Durbuy          |

### Jumelages
- Benesti (Roumanie)
- Hanyū (Japon)
- Östhammar (Suède)
- Nieuport (Belgique)
- Saint-Amour-Bellevue (France)
- Saint-Émilion (France) depuis 1982

### Sécurité et secours
La ville fait partie de la zone de police Famenne-Ardenne pour les services de police, ainsi que de la zone de secours Luxembourg pour les services de pompiers. Le numéro d'appel unique pour ces services est le 112. Une partie de la commune est cependant sous la couverture de la zone de secours HeMeCo (province de Liège, poste de Hamoir) qui intervient de façon plus rapide sur une moitié du territoire.

## Patrimoine et culture

### Patrimoine architectural

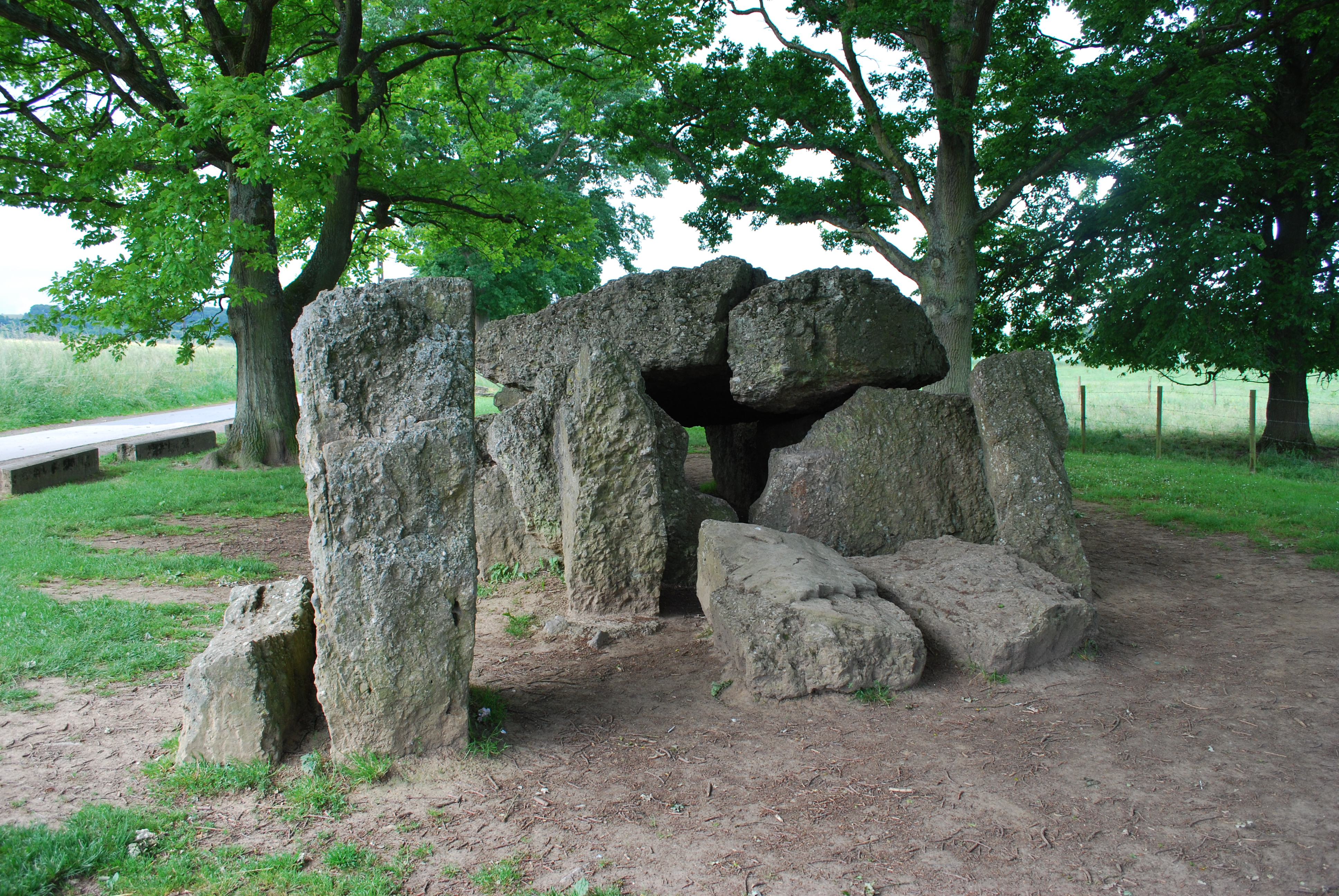
Les Mégalithes du domaine de Wéris.

Durbuy abrite plusieurs monuments et sites qui témoignent des différentes périodes de son histoire. Plusieurs d'entre eux ont fait l'objet d'un classement (en tout ou en partie) par la Division du Patrimoine de la Région wallonne. Trois sites sont classés au Patrimoine majeur de Wallonie : l'Ancienne Halle (Halle aux blés) à Durbuy, le site archéologique du dolmen de Wéris (les Mégalithes du domaine de Wéris) et les peintures murales de l'église Saint-Martin de Tohogne.
Les châteaux suivants sont remarquables :
- Château de Bomal (Bomal) ;
- Château-ferme de Grandhan (Grandhan) ;
- Tour d'Izier (Izier) ;
- Château de Petite-Somme (Septon).

#### Patrimoine de la vieille ville
- Décrit par Jean-Baptiste d'Omalius d'Halloy dans le Journal des Mines en 1807, l'anticlinal de Durbuy appelé le rocher d’Homalius et plus fréquemment la roche à la Falize est formé de couches de calcaire de Calestienne formant un U retourné.

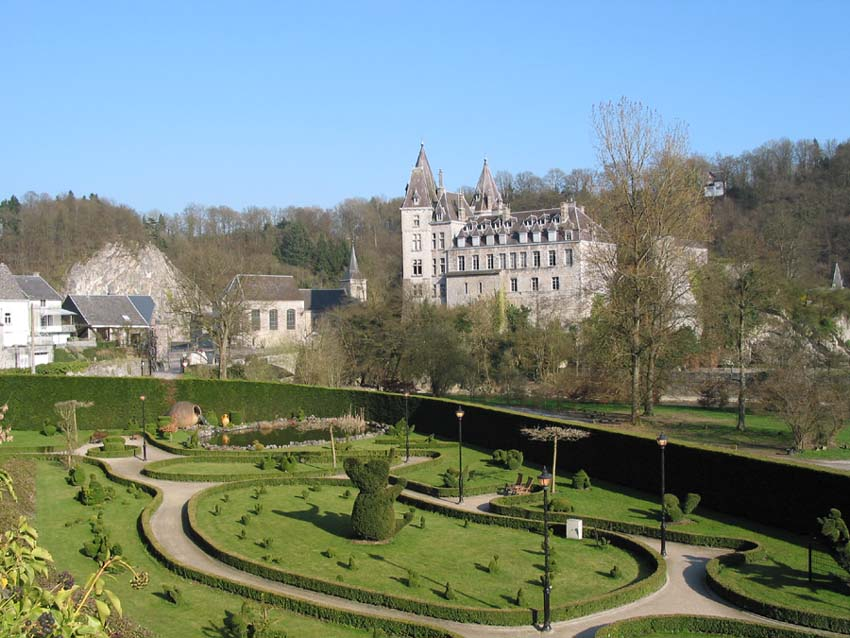
Vue d'ensemble sur la ville, le parc des topiaires et le château.

- Le château de Durbuy : reconstruit en 1731 sur les ruines de l’ancien château, l’édifice actuel a ensuite fait l'objet d’une importante restauration en 1880-1882 par la comtesse d’Ursel.

- L'église Saint-Nicolas : commencée en 1630 et consacrée en 1643, l’actuelle église Saint-Nicolas de Durbuy était à l’origine l’église du couvent des Récollets de Durbuy, fondé en 1629 par Laurent le Jeune, chanoine puis doyen de la collégiale Notre-Dame de Maastricht. Le couvent des Récollets est supprimé en 1796, l’église devient paroissiale en 1810 et prend de titre de Saint-Nicolas. Avec près de 40 mètres de long, l’église des Récollets est le plus vaste lieu de culte de Durbuy jusqu’à la fin du XVIIIe siècle. Elle abrite des fonts baptismaux du XVIe siècle et jouxte l'ancien couvent des Récollets.

- La Halle aux blés : mentionnée dès 1380, la halle date dans son état actuel du XVIe siècle (vers 1530-1540). Parmi un ensemble homogène de maisons anciennes, la halle se distingue par son pignon à colombage. Elle témoigne de la prospérité de Durbuy à cette époque, grâce au développement de la métallurgie. Tout à la fois marché couvert et maison de la magistrature, elle tenait le rôle de « maison communale » : la Haute Cour, la Cour féodale et la Cour d’échevinage de Durbuy s’y réunissaient. Le bâtiment actuel (classé depuis le 23/11/1976 sur la liste du patrimoine exceptionnel de la Région wallonne) a été restauré et accueille des expositions culturelles.
- Le parc des Topiaires présente ses buissons sculptés en forme d'animaux, de personnages ou d'objets divers au bord de l'Ourthe[7].

##### Images de la vieille ville

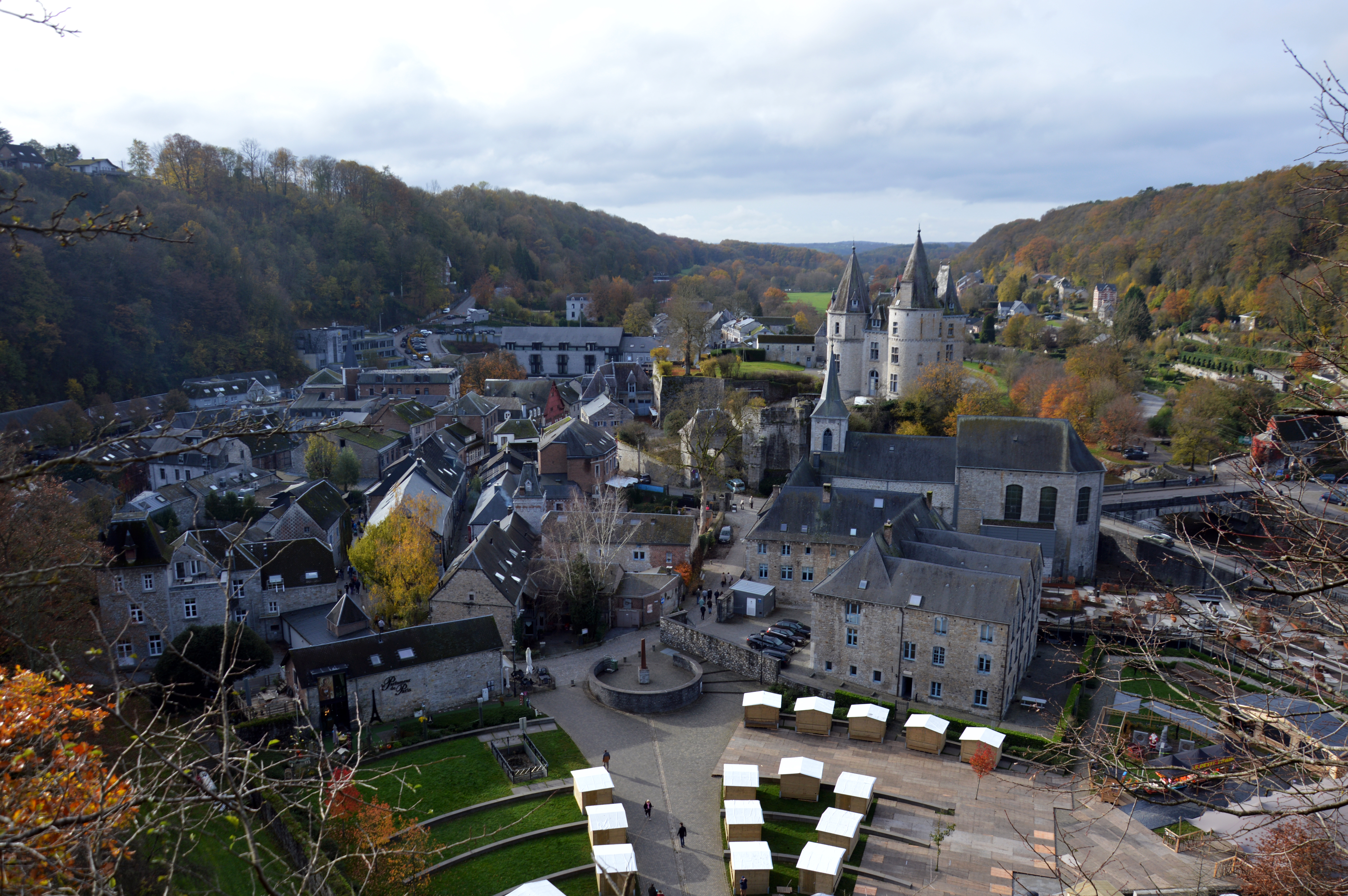
Durbuy et son château.
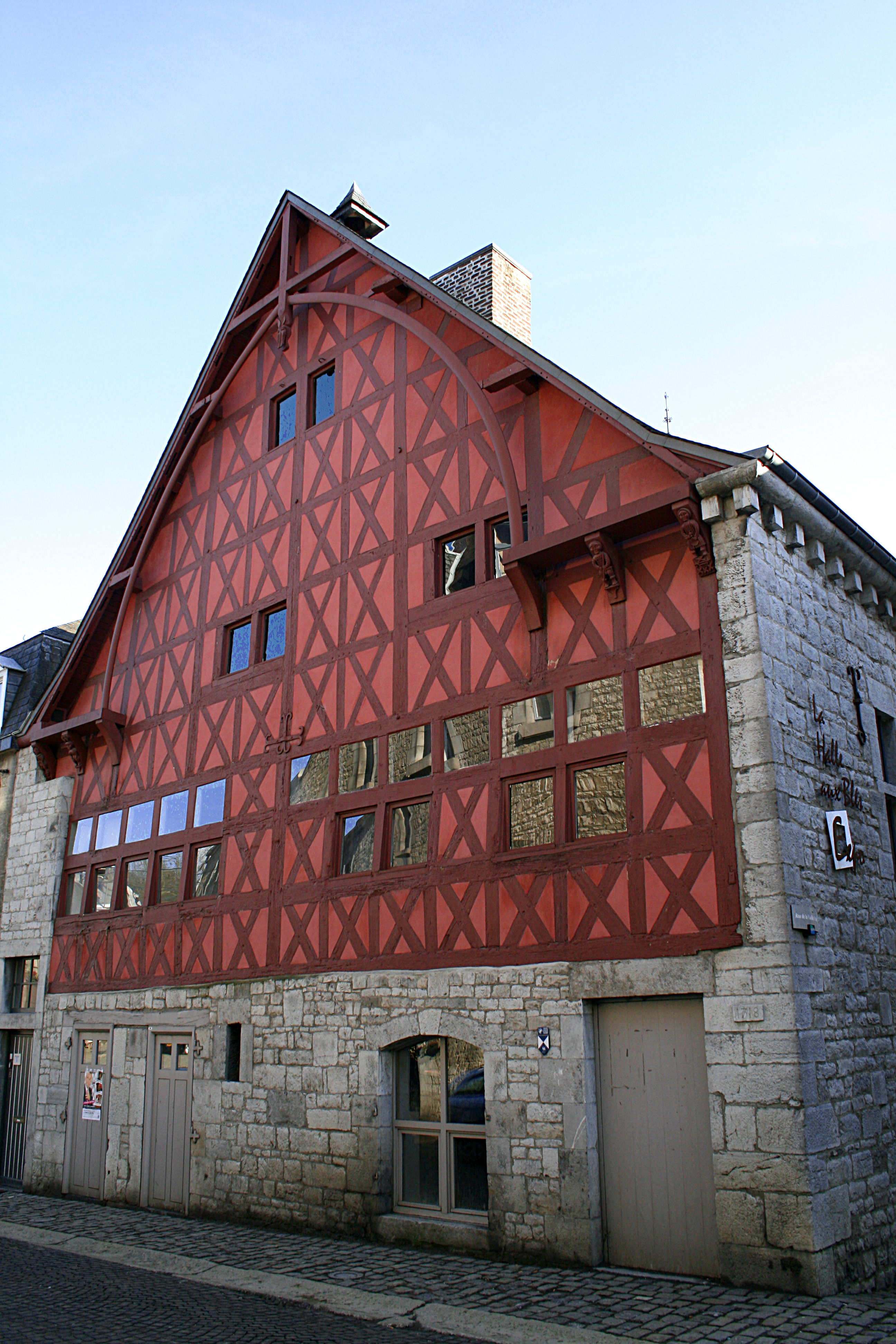
Halle aux blés.
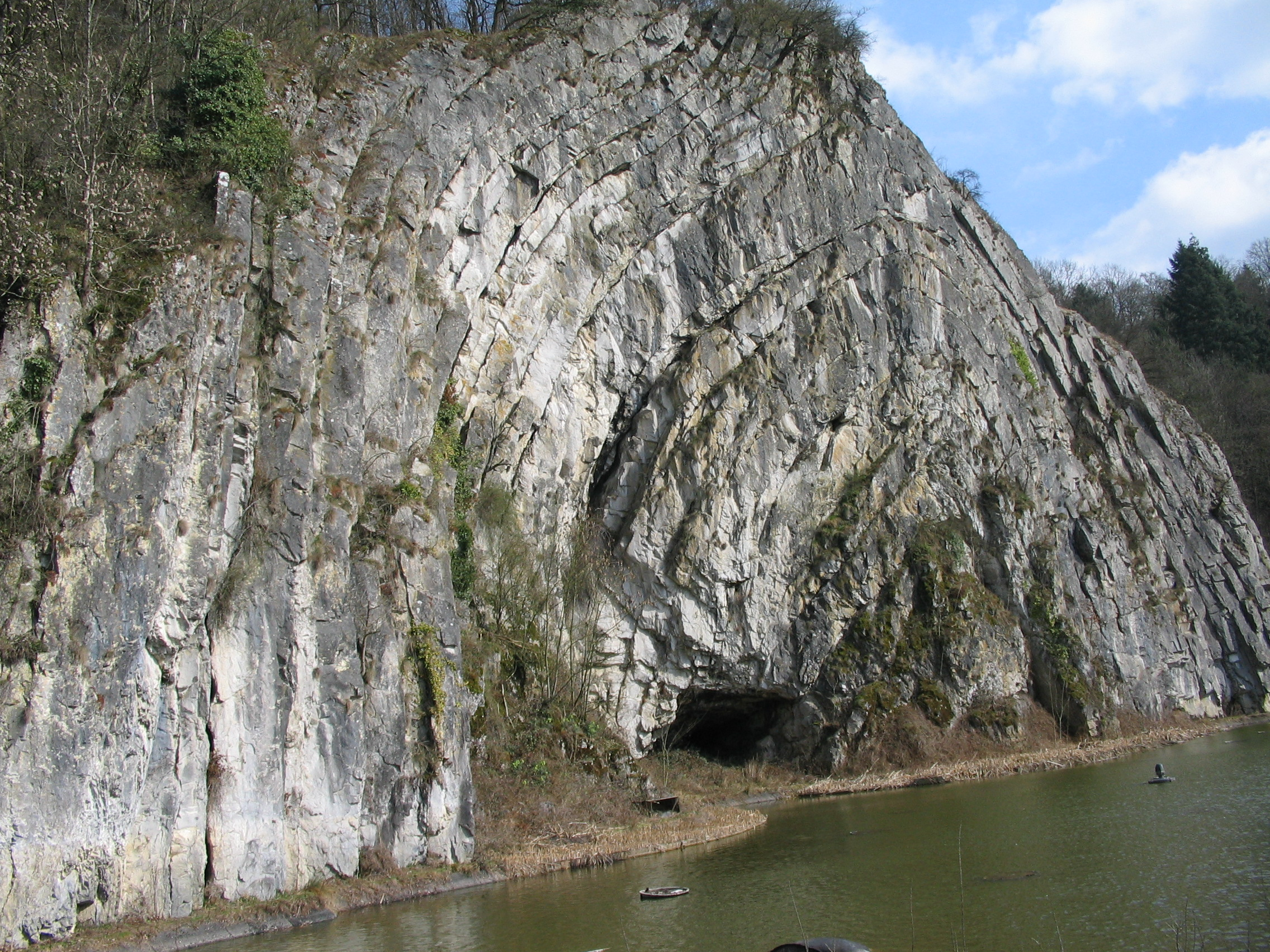
Roche anticlinale bordant la vieille ville.
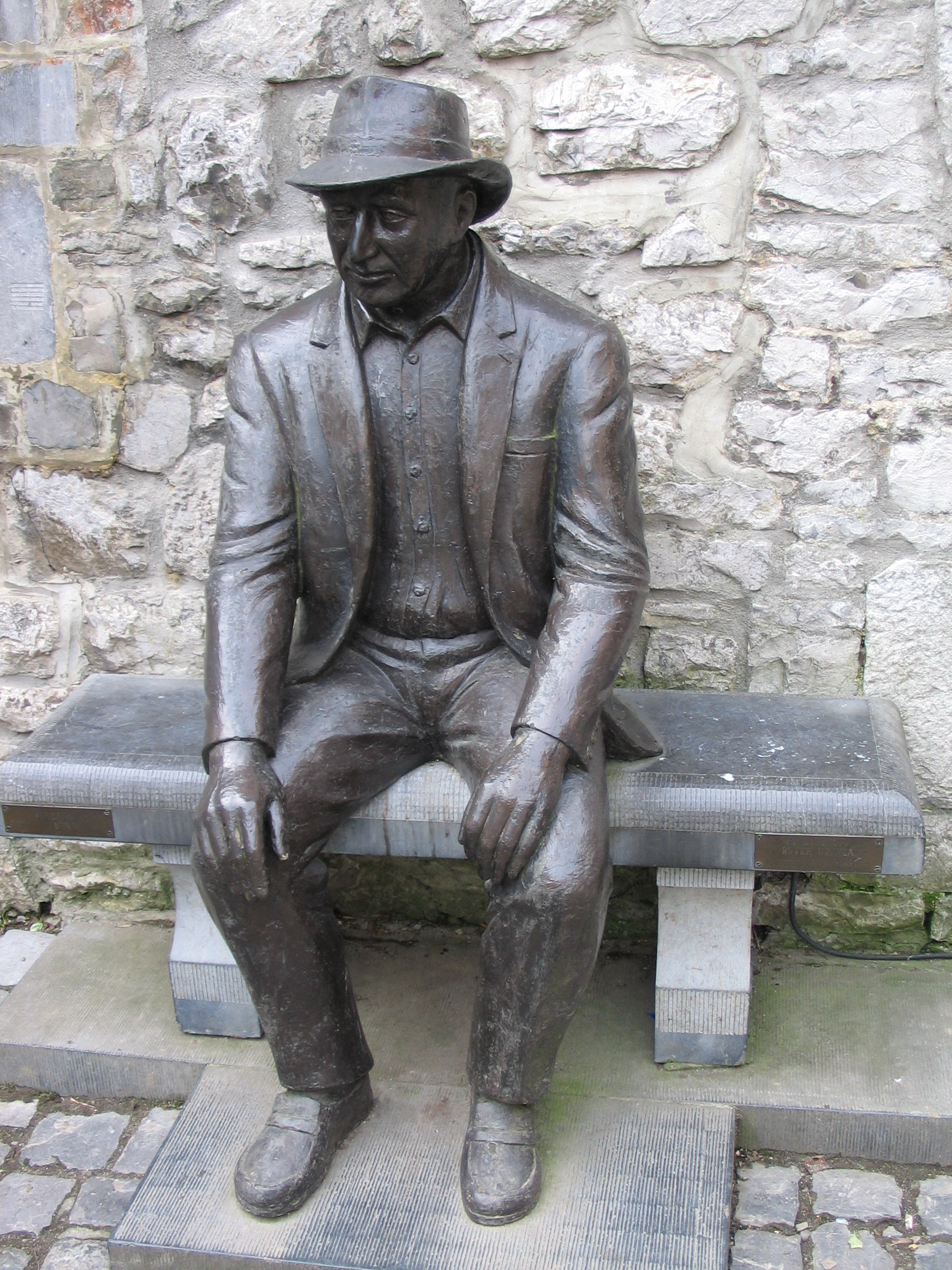
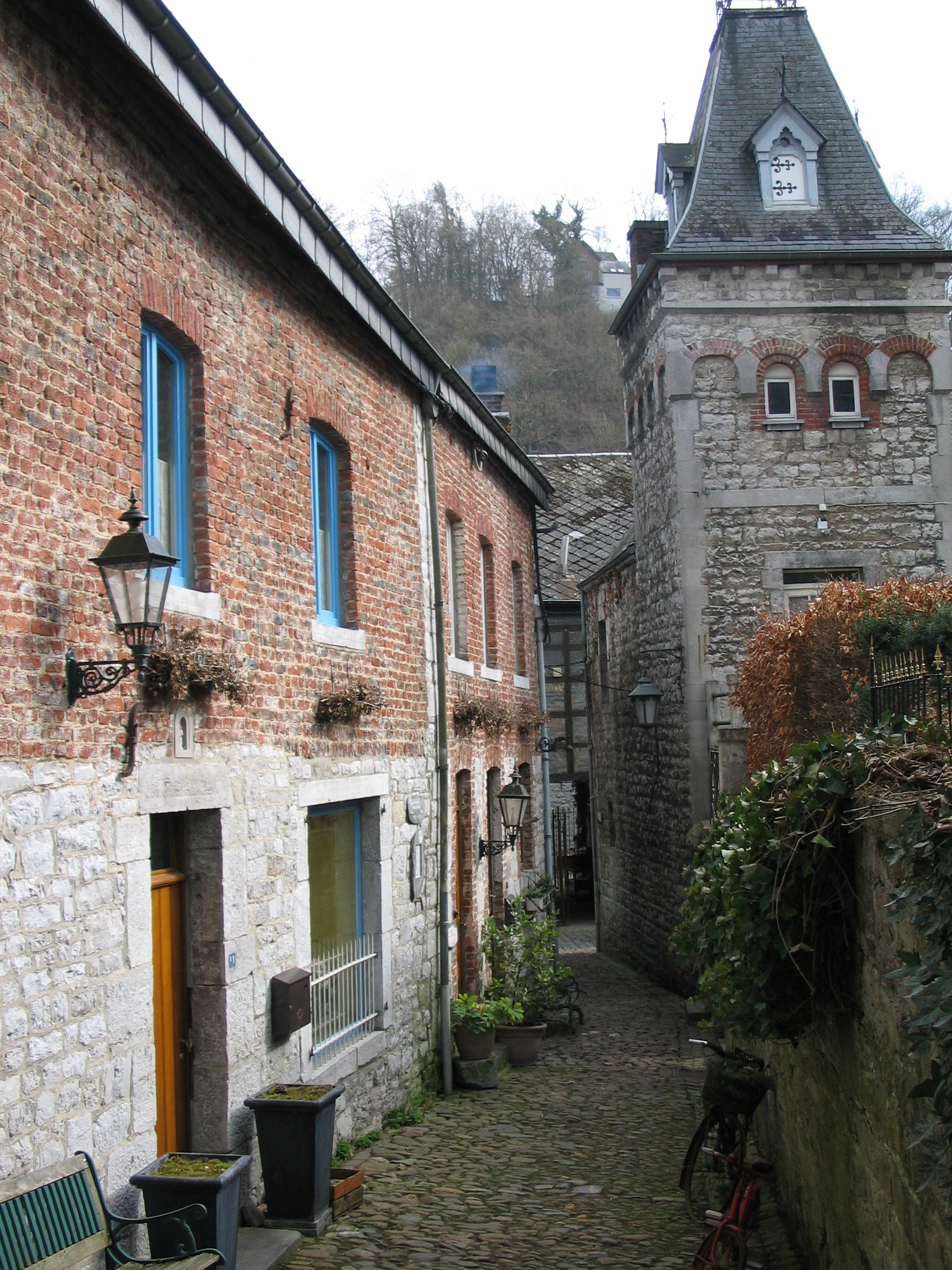
Rue pavée de la vieille ville.
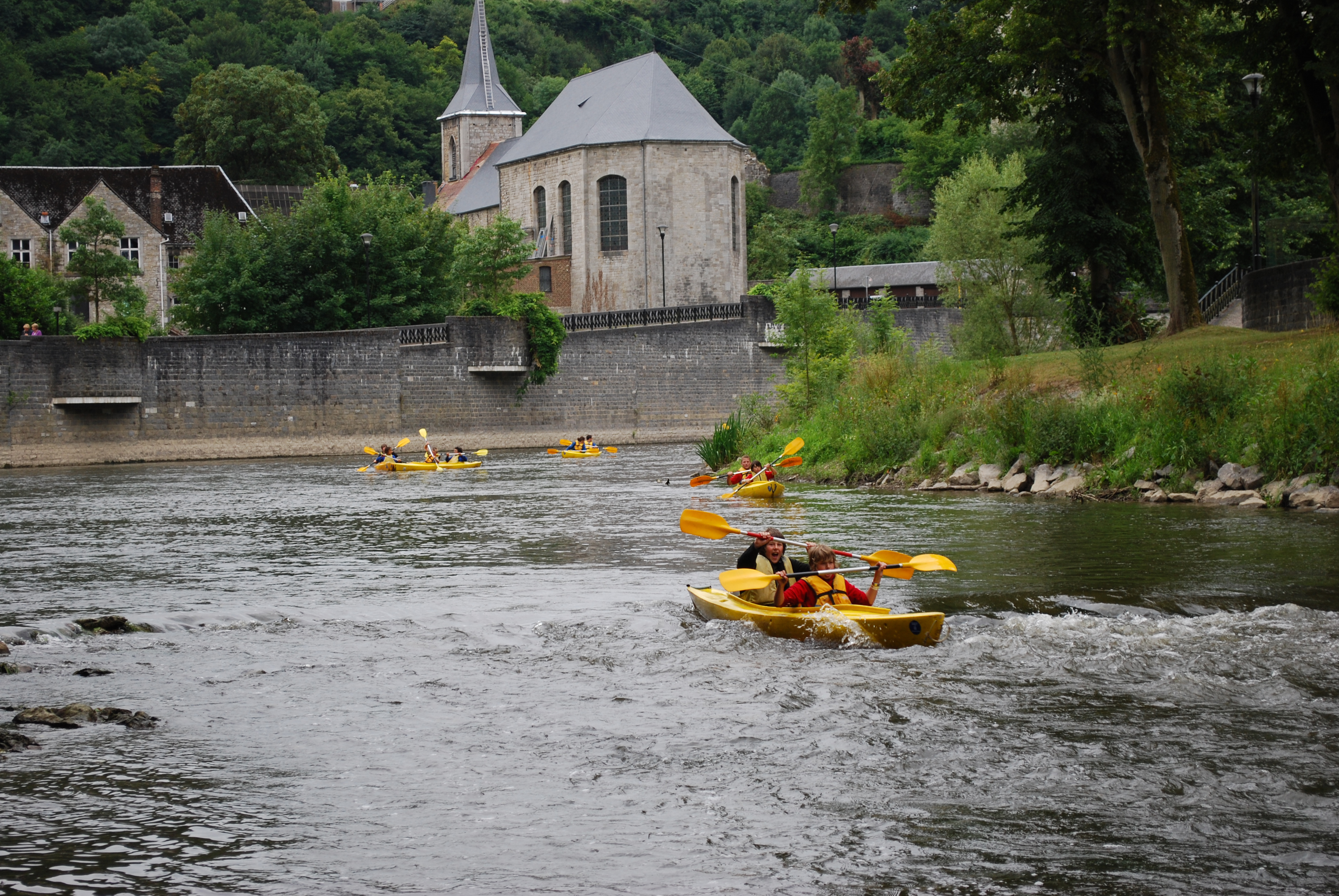
Kayaks sur l'Ourthe à Durbuy et l'église Saint-Nicolas.
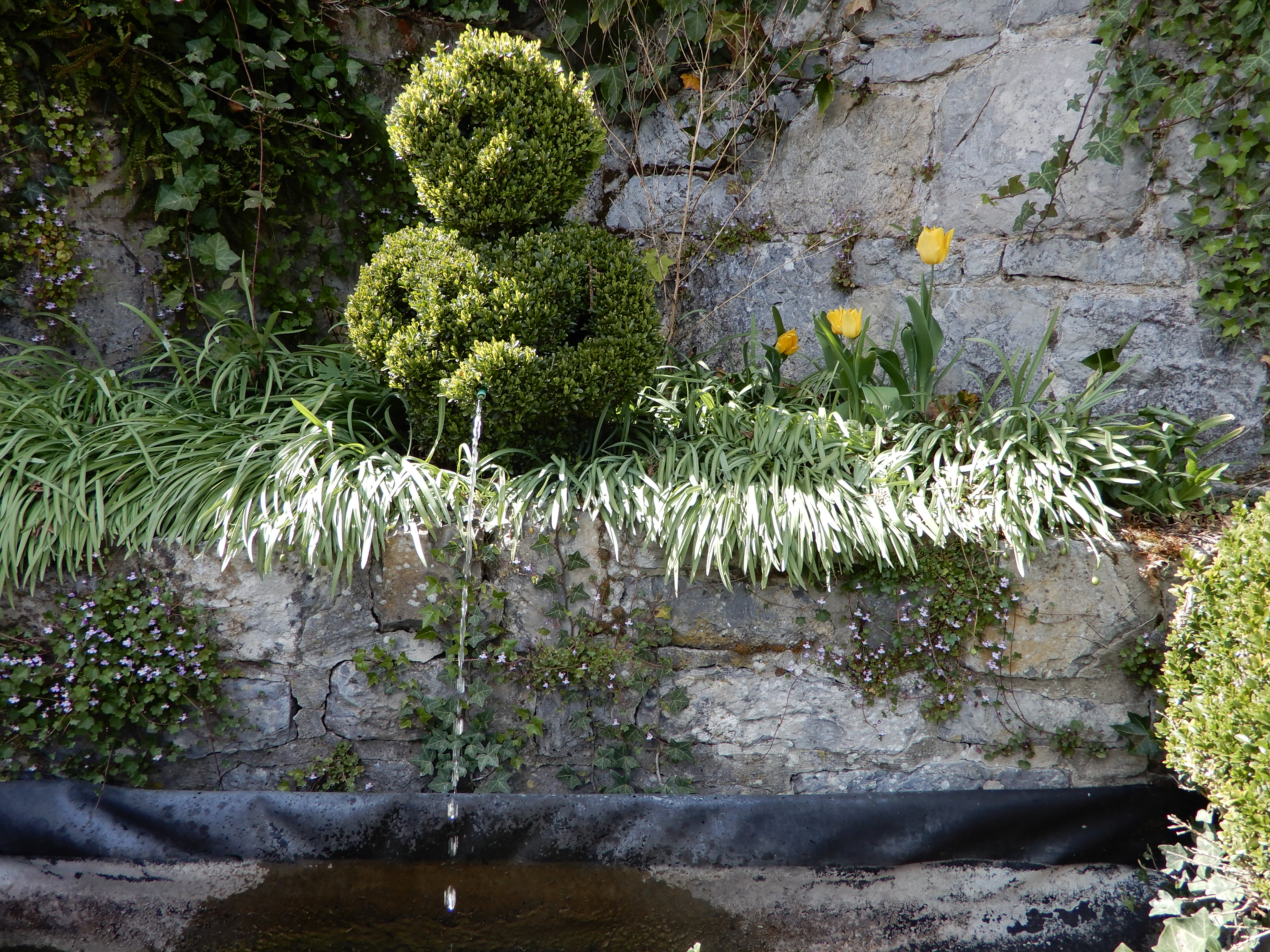
Le Manneken Pis de Durbuy.
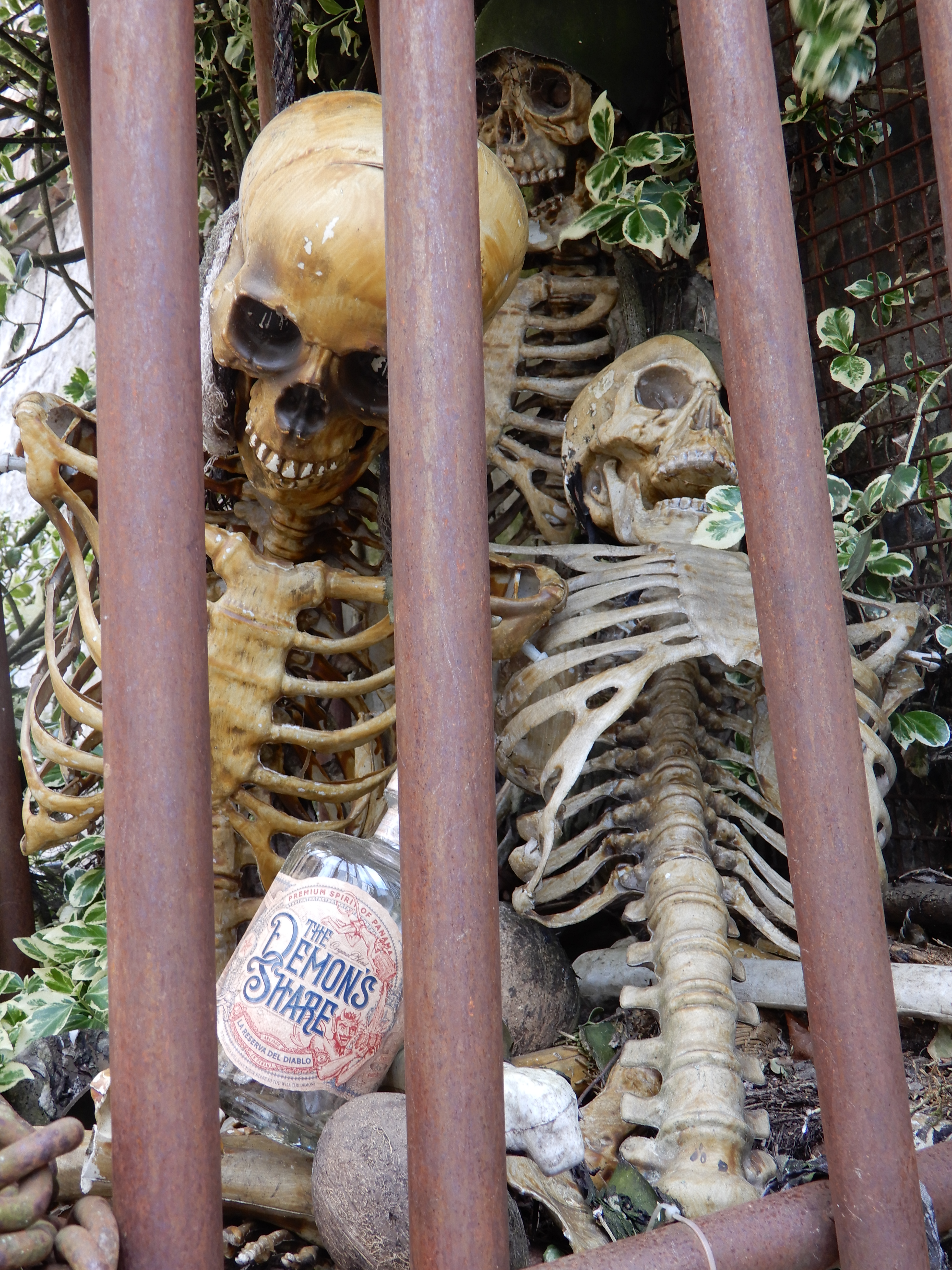
Curiosité de la vieille ville.

#### Lieux de cultes
- Église Saint-Nicolas (Durbuy).
- Église du Sacré-Cœur de Jésus (Barvaux).
- Église de l'Immaculée Conception (Bomal).
- Chapelle Saint-Denis à Juzaine (Bomal), classée.
- Église Notre-Dame (Borlon), classée.
- Chapelle Sainte-Madeleine (Bende).
- Église Saint-Georges (Grandhan).
- Église Sainte-Gertrude (Villers-Sainte-Gertrude).
- Église Sainte-Marguerite à Grande-Eneille (Grandhan), classée.
- Chapelle Saint-Donat, à Aisne (Heyd).
- Église Saint-Martin (Heyd).
- Église Saint-Germain (Izier).
- Église Saint-Cunibert (Ozo).
- Église Saint-Martin (Tohogne), classée.
- Église Sainte-Walburge (Wéris), classée.
- Église Saint-Martin (Petit-Han).
- Église Saint-Remacle (Verlaine-sur-Ourthe).
- Église de Houmart (Tohogne).
- Chapelle de Warre (Durbuy).
- Église Saint-Martin (Jenneret).

### Culture
- Le Festival international de la bande dessinée de Durbuy avait lieu presque tous les ans en octobre de 1985 jusqu'à 1998  dans la ville de Durbuy.

- Rob Vanoudenhoven, ancien présentateur à la télévision néerlandophone, a produit une chanson consacrée à la ville et sa région wallonne lors d’une des émissions humoristique "De XII Werken van Vanoudenhoven", la vidéo de celle-ci a été rediffusée et popularisée sur internet.

- En octobre 2007, la Commission européenne a désigné la commune de Durbuy « Destination touristique rurale européenne d'excellence 2007-2008 », récompensant ses efforts en matière de développement touristique durable

- Gérald Tron, aquarelliste français spécialisé en hyperréalisme a vécu 18 ans dans la commune de Durbuy (à Bomal, ensuite à Barvaux, et finalement à Warre Tohogne). Sa rencontre avec le peintre Roger Hanotiau fut déterminante dans le choix de son style.

- Jambon d’Ardenne est un film franco-belge de Benoît Lamy avec Annie Girardot sorti en 1977 dont l'action se passe à Durbuy.

## Économie
L'activité commerciale de la commune est regroupée dans trois agglomérations principales : Barvaux, Bomal et Durbuy concentrent la plus grande partie des activités tertiaires.
Moteur de l'économie locale au XIXe siècle et au début du XXe siècle, l'agriculture et l'artisanat conservent une place importante en matière d'emplois indépendants. Cependant, la qualité des terres ne permettant pas le développement d'une agriculture de haut rendement, Durbuy s'est tournée depuis quelques dizaines d'années vers le secteur tertiaire, et plus particulièrement le tourisme.
Aujourd'hui, le pôle Durbuy-Barvaux est devenu la première destination touristique de Wallonie : en saison d'été, la population temporaire de la commune peut atteindre 30 000 personnes. Ce succès est lié au patrimoine naturel et culturel des villages de la commune, à la remarquable qualité du paysage (resté à l'abri des grands axes routiers), à une infrastructure d'accueil adaptée (hôtels, campings, centres de tourisme social, gîtes et chambres d'hôtes).
L'importance du pôle d'attraction touristique est manifeste : Barvaux accueille la Maison du Tourisme du Pays d'Ourthe et Aisne, qui regroupe les communes de Durbuy, Érezée, Hotton, Manhay et Rendeux.

### Tourisme et sport
Durbuy est l'un des pôles touristiques de la Région wallonne. Quelques attractions touristiques de l'aglomération connaissent un succès important :
- le Labyrinthe de Barvaux (environ 70 000 visiteurs par été) ;
- Le Golf de Durbuy est en fait situé sur la section de Barvaux-sur-Ourthe ;
- Le Mur de Durbuy (Neuve Voie puis rue du Gibet) est grimpé lors de courses cyclistes (arrivées d'étape du Tour de Belgique depuis 2012).

La ville fait partie avec sept autres communes du Geopark Famenne-Ardenne, une aire géologique suivant la Calestienne, labellisée par l'UNESCO en 2018

### Transports et communication

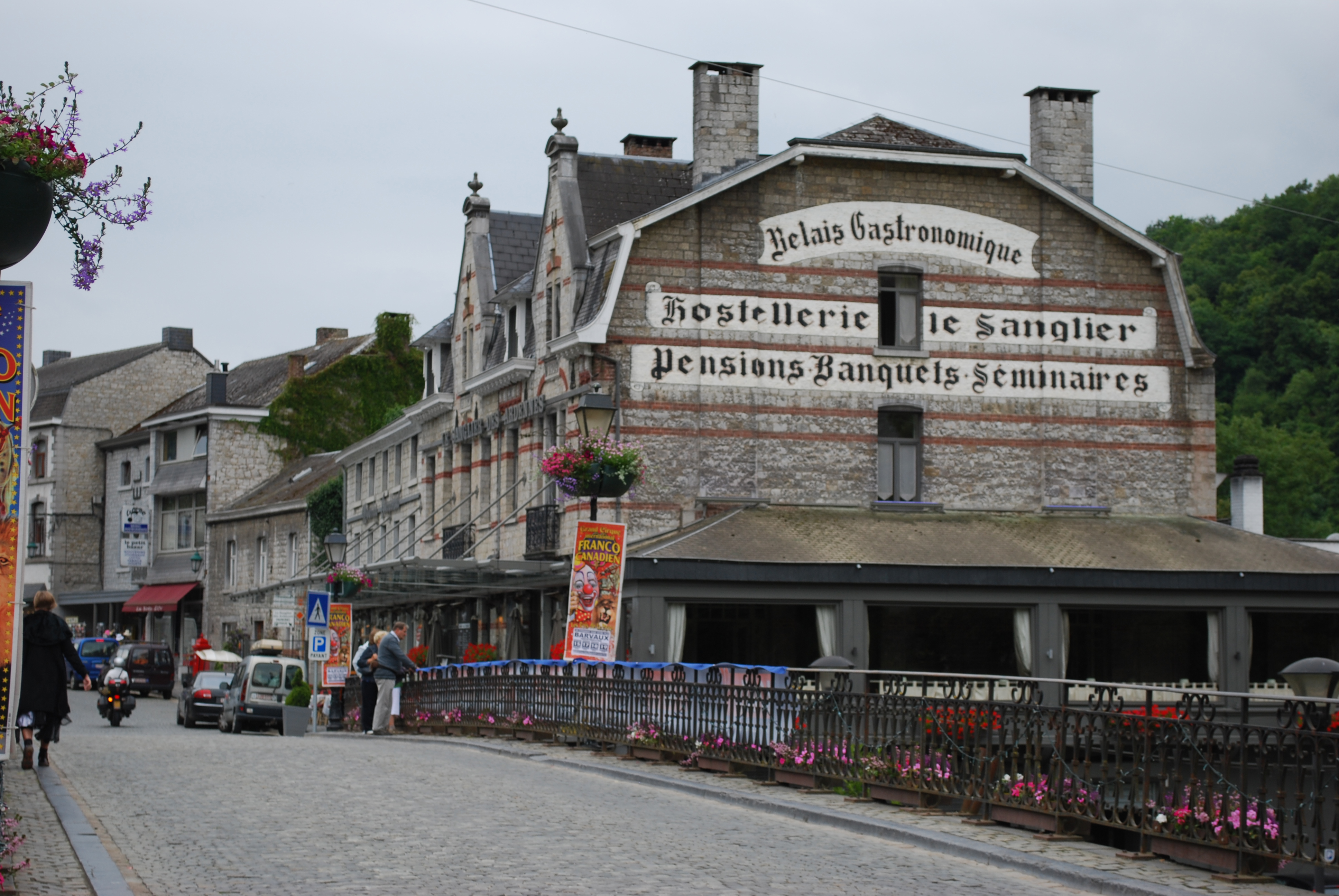
La rue Comte Théodule d'Ursel à Durbuy.

Durbuy est sur la « ligne de l'Ourthe » des chemins de fer (qui évite Durbuy mais possède des gares à Bomal et Barvaux), reliant Liège à Marloie.
Relativement à l'écart des grands axes routiers, Durbuy a transformé ce handicap potentiel en atout touristique : la commune constitue une sorte d'îlot aux paysages préservés, favorable au développement d'un environnement de qualité.
Durbuy est accessible par trois grands axes routiers :
- l'autoroute E25, qui relie Liège et Luxembourg ;
- la N63, qui relie Liège et Marche-en-Famenne ;
- la N4, qui relie Namur et Arlon.

## Personnalités liées
- Jules Seeliger (1871-1928), né à Durbuy, échevin à Liège et sénateur.
- Philippe Liégeois (Turk), né en 1947 à Durbuy, dessinateur de bande dessinée.